# Себастьян Бідерлак
Себастьян Бідерлак  (нім. Sebastian Biederlack, 16 вересня 1981) — німецький хокеїст на траві, олімпійський чемпіон.

## Виступи на Олімпіадах
| Олімпіада  | Дисципліна     | Місце |
| ---------- | -------------- | ----- |
| Афіни 2004 | хокей на траві | 3     |
| Пекін 2008 | хокей на траві | 1     |